# Sphecozone alticeps
Sphecozone alticeps là một loài nhện trong họ Linyphiidae. Loài này được phát hiện ở Colombia.